# Invito di nozze
Invito di nozze (The member of the wedding) è un romanzo di formazione della scrittrice statunitense Carson McCullers pubblicato in volume nel 1946. Il romanzo, la cui protagonista è un'adolescente che ha appreso del prossimo matrimonio del fratello maggiore, fu tradotto in varie lingue e adattato più volte per il teatro, il cinema e la televisione.

## Storia editoriale
Invito di nozze è il terzo romanzo di Carson McCullers, dopo Il cuore è un cacciatore solitario, pubblicato nel 1940, e Riflessi in un occhio d'oro del 1941. L'autrice si impegnò per cinque anni alla scrittura di Invito di nozze, tranne una interruzione di alcuni mesi dedicati alla scrittura del racconto lungo La ballata del caffè triste, pubblicato dapprima sul mensile Harper's Bazaar nel 1943. Anche la prima delle tre parti di Invito di nozze apparve sul numero di gennaio 1946 di Harper's Bazaar e, poche settimane dopo, in volume nella versione definitiva . Il successo del romanzo fu enorme soprattutto dopo l'adattamento teatrale, ad opera della stessa  McCullers
, che debuttò il 5 gennaio 1950 all'Empire Theatre di Broadway con la regia di Harold Clurman e tenne il cartellone a Broadway con 501 repliche. La pièce teatrale vide la partecipazione di Ethel Waters nel ruolo di Berenice Sadie Brown e il debutto di Julie Harris nel ruolo di Frankie e di Brandon De Wilde nel ruolo di John Henry West. Dall'adattamento teatrale fu tratto il film Il membro del matrimonio, famoso ma mai giunto in Italia, diretto da Fred Zinnemann con gli stessi interpreti di Broadway. Il romanzo fu edito in varie lingue; la traduzione in italiano di Leo Longanesi e Gino Dallari del 1951 è stata pubblicata da tre editori (Longanesi, Mondadori e Giulio Einaudi) nell'arco di sessantasette anni. 

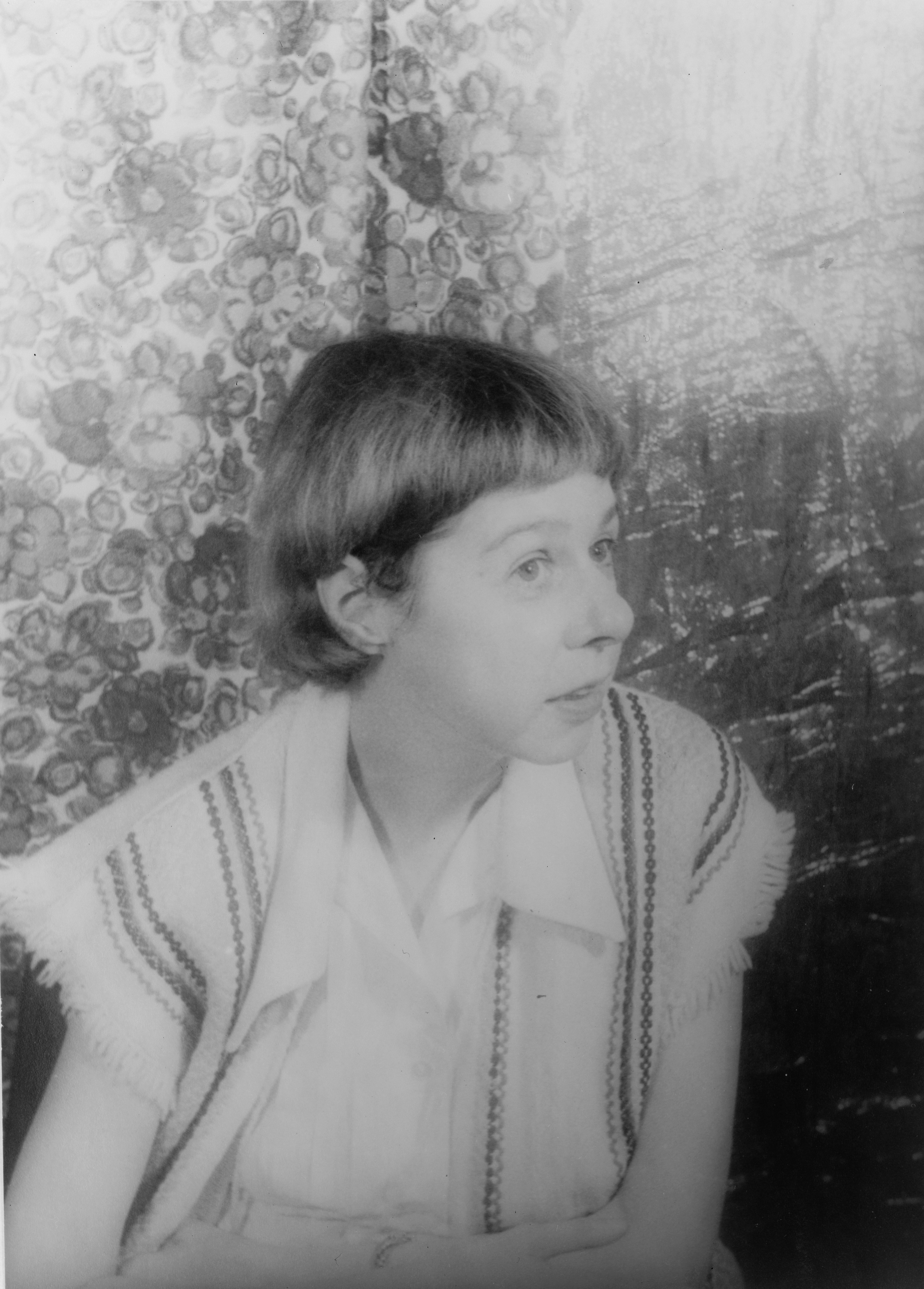
Carson McCullers, fotografia di Carl Van Vechten (1959)

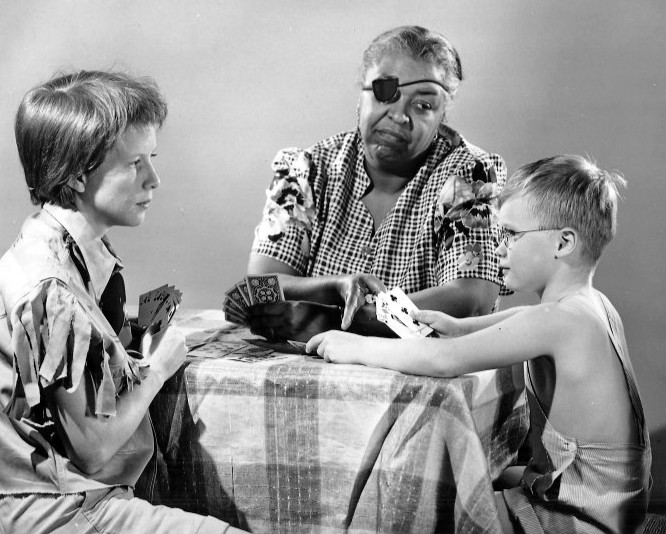
Julie Harris (Frankie), Ethel Waters (Berenice) e Brandon De Wilde (John Henry) nella commedia The Member of the Wedding rappresentata a Broadway nel 1950.

## Trama
Il romanzo è ambientato in una cittadina della Georgia alla fine del mese di agosto 1944 (la protagonista legge sul quotidiano della guerra e della liberazione di Parigi, avvenuta il 25 agosto 1944). La dodicenne Frankie Addams, si sente «un essere scombinato»: orfana di madre, morta al momento del suo parto, cresciuta con il padre che ha un negozio di gioielli nel centro della cittadina, è priva di amicizie, si sente sgraziata, trascorre la maggior parte del tempo in casa in compagnia della domestica Berenice Sadie e del cugino John Henry di otto anni, sogna di scappare dalla cittadina in cui abita e di arruolarsi. Quando apprende che suo fratello Jarvis, militare da due anni in Alaska, sposerà la domenica successiva Janice Evans per poi ripartire in Alaska, sogna di partire anche lei in luna di miele in Alaska con il fratello e la futura sposa realizzando così il sogno di andare via e di cominciare una nuova vita. Frankie si ossessiona in questa fantasia, comportandosi quasi come se fosse lei quella che è destinata a sposarsi, prepara la valigia per partire e non tornare mai più, ma verrà poi inevitabilmente delusa dalla realtà. Alla fine del romanzo si apprende inoltre che, nell'autunno successivo, il piccolo John Henry morirà per una meningite fulminante, la domestica Berenice Sadie si sposerà, Frankie e suo padre si trasferiranno in un nuovo appartamento assieme agli zii Pet e Ustace.

## Personaggi
Frankie AddamsLa protagonista del romanzo. Dodicenne, orfana di madre, è nelle fasi iniziali della pubertà: si sente a disagio per i cambiamenti corporali  («era cresciuta tanto quell’estate da sembrare quasi un fenomeno da baraccone [...] i capelli alla maschietta, che non tagliava da un pezzo, avevano perduto perfino la scriminatura») e psichici «(già da molto tempo non faceva piú parte di nessun circolo. Era ormai un essere scombinato, che gironzolava di porta in porta con grande paura»); assume nomi differenti (prima «Frankie», poi «Frankie Jasmine», per avere un nome con la lettera iniziale dei nomi del fratello e della futura cognata; e infine «Frances»). Non ha ricevuto informazioni sulla sessualità, corre il rischio di subire violenza carnale da parte di un soldato da cui si difende fracassandogli sul capo una brocca di vetro con tale forza da farle temere di averlo ucciso.
Berenice Sadie BrownDomestica afroamericana della famiglia Addams. Ha circa quarant'anni, concreta, razionale, esperta della vita. Alla fine del romanzo si apprende che sta per contrarre il quinto matrimonio.
John Henry WestCugino in primo grado di Frankie, otto anni, intelligente, posato, trascorre gran parte del suo tempo in casa Addams. Alla fine del romanzo si apprende che è destinato a una morte improvvisa per meningite.
Jarvis AddamsFratello maggiore di Frankie, in licenza temporanea (svolge il servizio militare in Alaska, sposerà a breve la fidanzata Janice Evans), è assente fisicamente negli avvenimenti del romanzo, ma costituisce il centro dei desideri e delle fantasie della sorella, che Jarvis vede ancora come una bambina.
Janice EvansFidanzata di Jarvis Addams. Nel romanzo ne viene dato solo un breve cenno, ma per Frankie Jasmine incarna il desiderio di diventare finalmente adulta e autonoma.
Royal Quincy AddamsPadre di Frankie. Vedovo (la moglie morì di parto alla nascita di Frankie); presente di rado negli avvenimenti del romanzo (trascorre la maggior parte del tempo nel suo negozio di gioielliere), i suoi rari interventi sono quelli di un adulto affettuoso ma severo, che tenta di correggere le intemperanze della figlia.
Barney MacKeanNell'estate precedente l'azione del romanzo, Frankie, «nel garage di MacKean, insieme a Barney MacKean, fece uno strano peccato, senza tuttavia conoscerne la gravità. La colpa le provocò una contrazione dolorosa allo stomaco e da allora la invase la paura dello sguardo altrui. Odiò Barney e avrebbe voluto ucciderlo». Presumibilmente Barney baciò Frankie, e la reazione di Frankie suggerisce l'impreparazione della fanciulla nei riguardi della sessualità.
Soldato con i capelli rossiMilitare in licenza di tre giorni, chiede a Frankie un appuntamento durante il quale fa delle pesanti avance a cui la spaventata fanciulla reagisce con violenza.
Zio CharlesParente acquisito («Lo zio Charles era un prozio di John Henry West, ma non era un parente stretto di Frankie Jasmine») muore, dopo una lunga malattia, di sabato, la vigilia del matrimonio di Jarvis e Janice.
Evelyn OwenEra l'unica amica di Frankie; il trasferimento con la sua famiglia in Florida ha lasciato Frankie senza amici.
T.T. WilliamsBenestante, lavora in un ristorante, è l'ultimo fidanzato e futuro marito di Berenice.
Big MamaAnziana madre di Berenice, indovina dilettante; in base ai sogni della giovane, predice a Frankie un futuro generico ma non quello da lei sperato («sposerai un ragazzo con gli occhi azzurri e i capelli biondi. Vivrai fino a settant'anni, [...] vedo il matrimonio di un parente stretto [...] Un viaggio breve»).
Honey Camden BrownFratello adottivo di Berenice, abita con Big Mama, intelligente e colto, lavora in una cava di ghiaia.
I signori MarloweEx pensionanti della famiglia Addams. Frankie una volta li ha sorpresi in un'attività che il lettore, differentemente da Frankie, sospetta fosse un rapporto sessuale coniugale.
Zia Pet e zio UstaceProprietari dell'abitazione destinata ad accogliere Frankie e suo padre.
Mary LittlejohnQuattordicenne, diventerà in futuro la migliore amica di Frances/Frankie.

## Opere derivate
Il libro è stato adattato per il teatro, il cinema e la televisione.
- 1949: The Member of the Wedding, adattamento teatrale di Carson McCullers[5]
- 1952: Il membro del matrimonio, film diretto da Fred Zinnemann[12]
- 1971: F. Jasmine Addams, musical di G. Wood, Circle in the Square Theatre [13][14]
- 1982: The Member of the Wedding, film per la TV diretto da Delbert Mann [15]
- 1997: The Member of the Wedding, film per la TV diretto da Fielder Cook[16]

## Edizioni
- (EN) Carson McCullers, The Member of the Wedding, 1ª ed., New York, Houghton Mifflin Co., 1946.
- Invito di nozze: romanzo, collana Coll. Piccola biblioteca;35-37, traduzione di G. Dallari e Leo Longanesi, Milano, Longanesi, 1951.
- Invito di nozze, collana Coll. Oscar Narrativa; 620, traduzione di G. Dallari e Leo Longanesi, Introduzione di Barbara Lanati, A. Mondadori, 1983.
- Invito di nozze, traduzione di Leo Longanesi e Gino Dallari, Torino, Giulio Einaudi, 2018, ISBN 978-88-58-42781-1.